# Diócesis de las Fuerzas Armadas Belgas
La diócesis de las Fuerzas Armadas Belgas u ordinariato militar de Bélgica (en francés: Diocèse aux Forces armées belges y en neerlandés: Belgisch militair ordinariaat) es una circunscripción eclesiástica latina de la Iglesia católica en Bélgica, Inmediatamente sujeta a la Santa Sede. Desde el 6 de noviembre de 2015 el ordinario militar es el arzobispo cardenal Jozef De Kesel.

## Territorio y organización
El ordinariato militar tiene jurisdicción personal peculiar ordinaria y propia sobre los fieles católicos militares de rito latino (y otros fieles definidos en los estatutos), incluso si se hallan fuera de las fronteras del país, pero los fieles continúan siendo feligreses también de la diócesis y parroquia de la que forman parte por razón del domicilio o del rito, pues la jurisdicción es cumulativa con el obispo del lugar. Los cuarteles y los lugares reservados a los militares están sometidos primera y principalmente a la jurisdicción del ordinario militar, y subsidiariamente a la jurisdicción del obispo diocesano cuando falta el ordinario militar o sus capellanes. El ordinariato tiene su propio clero, pero los obispos diocesanos le ceden sacerdotes para llevar adelante la tarea de capellanes militares de forma exclusiva o compartida con las diócesis. 
La sede del ordinariato militar se encuentra en la ciudad de Bruselas, en donde se halla la Catedral de Santiago.
En 2021 en el ordinariato militar existía una parroquia.
La diócesis de las Fuerzas Armadas Belgas tiene su propio centro de investigación, el Centro de Teología y Ética Militar, que publica regularmente nuevos estudios sobre temas militares relevantes desde una perspectiva teológica cristiana.

## Historia
El vicariato castrense en Bélgica fue erigido el 7 de septiembre de 1957 con el decreto Lectissimis militum de la Congregación Consistorial.
Mediante la promulgación de la bula Spirituali Militum Curae por el papa Juan Pablo II el 21 de abril de 1986 los vicariatos militares fueron renombrados como ordinariatos militares o castrenses y equiparados jurídicamente a las diócesis. Cada ordinariato militar se rige por un estatuto propio emanado de la Santa Sede y tiene a su frente un obispo ordinario nombrado por el papa teniendo en cuenta los acuerdos con los diversos Estados. El 22 de julio de 1986 fue elevado a ordinariato militar.
Desde sus inicios, el cargo de ordinario militar en Bélgica ha estado encomendado al arzobispo de Malinas-Bruselas.

## Estadísticas
Según el Anuario Pontificio 2022 el ordinariato militar tenía a fines de 2021 6 sacerdotes y 4 diáconos permanentes.
| Año                                                                             | Población            | Población | Población      | Sacerdotes | Sacerdotes    | Sacerdotes    | Bautizados por sacerdote | Diáconos permanentes | Religiosos | Religiosos | Parroquias |
| Año                                                                             | Bautizados católicos | Total     | % de católicos | Total      | Clero secular | Clero regular | Bautizados por sacerdote | Diáconos permanentes | Varones    | Mujeres    | Parroquias |
| ------------------------------------------------------------------------------- | -------------------- | --------- | -------------- | ---------- | ------------- | ------------- | ------------------------ | -------------------- | ---------- | ---------- | ---------- |
| 1997                                                                            |                      |           |                | 32         | 24            | 8             |                          |                      | 8          |            |            |
| 2000                                                                            |                      |           |                | 38         | 29            | 9             |                          |                      | 9          |            |            |
| 2001                                                                            |                      |           |                | 24         | 19            | 5             |                          |                      | 5          |            |            |
| 2002                                                                            |                      |           |                | 22         | 17            | 5             |                          |                      | 5          |            |            |
| 2003                                                                            |                      |           |                | 19         | 14            | 5             |                          |                      | 5          |            |            |
| 2004                                                                            |                      |           |                | 21         | 17            | 4             |                          |                      | 4          |            |            |
| 2013                                                                            |                      |           |                | 11         | 10            | 1             |                          |                      | 1          | 1          | 1          |
| 2016                                                                            |                      |           |                | 10         | 9             | 1             |                          |                      | 1          | 1          | 1          |
| 2019                                                                            |                      |           |                | 6          | 5             | 1             |                          | 3                    | 1          |            | 1          |
| 2021                                                                            |                      |           |                | 6          | 6             |               |                          | 4                    |            |            | 1          |
| Fuente: Catholic-Hierarchy, que a su vez toma los datos del Anuario Pontificio. |                      |           |                |            |               |               |                          |                      |            |            |            |

## Episcopologio
- Jozef-Ernest van Roey † (7 de septiembre de 1957-6 de agosto de 1961 falleció)
- Leo Jozef Suenens † (24 de noviembre de 1961-1979 retirado)
- Godfried Danneels † (15 de septiembre de 1980-27 de febrero de 2010 retirado)
- André-Joseph Léonard (27 de febrero de 2010-6 de noviembre de 2015 retirado)
- Jozef De Kesel, desde el 6 de noviembre de 2015